# Jil Caplan
Jil Caplan (nacida Valentine Guilen, el 20 de octubre de 1965 en París) es una cantante y compositora francesa.

## Biografía
Estudió literatura moderna en la Sorbona y teatro en el Cours Florent, donde conoció a Jay Alanski, productor y compositor de las canciones pop más influyentes de la década de 1980. En agosto de 1986 conoció a sus amigos Les Inocentes, entonces desconocidos por el público en general, en un estudio de grabación, donde compusieron su primer single, «Jodie», bajo la dirección de Alanski.
Pronto, Alanski le ofreció la voz cantante. Caplan aceptó, y eso la llevó a componer su primer álbum À peine 21. Caplan y Alanski produjeron otros dos álbumes juntos. Realizaron videoclips y las carátulas de los CD según el personal estilo de Caplan que se ganó el favor del público en general con su voz andrógina, muy influida por Tracey Thorn.
En 1992, Jil Caplan obtuvo el premio  Victoire de la Musique como la revelación femenina del año. Alanski decidió volver a la música electrónica y Caplan se dedicó a componer sus propias canciones. Finalmente optó por su amigo, Jean-Philippe Nataf (exmiembro de la Les Inocentes), para producir el álbum Toute crue(2001, Warner). Además de sus actividades musicales, Caplan produjo y dirigió una película de 45 minutos para el grupo Lilicub. También ha escrito artículos en revistas independientes como Brasil.
En 2004, lanzó «Comme elle vient», single hecho con otro exmiembro de Les Innocents, Jean-Christophe Urbain, con quien sigue organizando giras de conciertos acústicos. 
En 2006, dirigió el making of del álbum debut de la cantante francesa Patxi Garat, S'embrasser, dirigido por Jean-Christophe Urbain.
En 2007, tras diez años por su cuenta, Jil Caplan se juntó de nuevo con Jay Alanski. Escribió la mayor parte de la letra y compuso toda la música de su séptimo álbum, Derrière la porte, cuyo primer sencillo fue «Des toutes choses petites.
En 2011 publicó el álbum, Revue. En 2017, el album Imperfaite.

## Discografía
| - "Oh! Tous les soirs" (1987) - #36 - "Comme sur une balançoire" (1987) - "Cette Fille n'est pas pour toi" (1988) - "Tard dans la nuit" (1989) - "Tout c'qui nous sépare" (1991) - #6 - "Natalie Wood" (1991) - #13 - "As-tu déjà oublié ?" (1992) - #40 - "Parle-moi (entre les tombes)" (1992) - "La Frontière" (1993) - "La Grande Malle" (1994) - "Les Deux Bras arrachés" (1994) - "L'Âge de raison" (1996) - "La Passerelle" (1997) - "Tu Verras" (1998) - "Le Lac" (2001) - "Toute la journée je reste au lit" (2001) - "La Maison abandonnée" (2002) - "Toi et Moi" (2004) - "Assise au-dessus de l'Europe" (2005) - "Des toutes petites choses" (2007) | - À peine 21 (1987) - La Charmeuse de serpents (1990) - #11 in France - Avant qu'il ne soit trop tard (1993) - #38 in France - Jil Caplan (1996) - Jours de fête (compilation, 1998) - Toute crue (2001) - #113 in France - Comme elle vient (2004) - #90 in France, #68 in Belgium - Derrière la porte (2007) - #119 in France - Revue (2011) - Imparfaite (2016) - Gueule d'amour (Jil Caplan y Doc Pilot, 2002) - "Les Mots" para el álbum Urgence - 27 artistes pour la recherche contre le sida (1992) - "Les Eaux de mars" (with Christophe J) para el álbum A tribute to Carlos Jobim (1997) - "Un Autre Monde", tema para la banda sonora de la película La Sirenita, de Walt Disney (1998) - "Un Train ce soir" (con Rob) para el álbum Tribute to Polnareff (1999) |